# Hyles roseata
Hyles roseata är en fjärilsart som beskrevs av Bandermann. 1931. Hyles roseata ingår i släktet Hyles och familjen svärmare. Inga underarter finns listade i Catalogue of Life.